# Premierzy Hawajów

## Premierzy Hawajów (kuhina nui)
| L.p. | Imię                            | Objęła urząd     | Złożyła urząd    | Komentarz |
| ---- | ------------------------------- | ---------------- | ---------------- | --------- |
| 1.   | Elizabeth Kaʻahumanu I          | 5 maja 1819      | 5 czerwca 1832   |           |
| 2.   | Elizabeth Kīnaʻu Kaʻahumanu II  | 5 czerwca 1832   | 4 kwietnia 1839  |           |
| 3.   | Kekāuluohi Kaʻahumanu III       | 5 kwietnia 1839  | 7 czerwca 1845   |           |
| 4.   | Keoni Ana                       | 10 czerwca 1845  | 5 września 1853  |           |
| 5.   | Kamehameha V                    | 5 września 1853  | 14 września 1853 |           |
| 6.   | Keoni Ana                       | 14 września 1853 | 15 stycznia 1855 |           |
| 7    | Victoria Kamāmalu Kaʻahumanu IV | 15 stycznia 1855 | 19 grudnia 1863  |           |
| 8    | Kekūanāoʻa                      | 19 grudnia 1863  | 20 sierpnia 1864 |           |

Urząd premiera zniosła konstytucja z 1864.

## Premier rządu tymczasowego
| L.p. | Imię i nazwisko | Objął urząd      | Złożył urząd     | Komentarz                                                                  |
| ---- | --------------- | ---------------- | ---------------- | -------------------------------------------------------------------------- |
| 5.   | Sanford Dole    | 17 stycznia 1893 | 12 sierpnia 1898 | Prezes samozwańczego rządu tymczasowego Hawajów, później prezydent Hawajów |

## Samozwańcza premier (kuhina nui)
| L.p. | Imię i nazwisko | Objęła urząd | Złożyła urząd | Komentarz                   |
| ---- | --------------- | ------------ | ------------- | --------------------------- |
| 6.   | Owana Ka        | 1988         | 1998 lub 1998 | Samozwańcza premier Hawajów |